# Distretto di Sheopur
Il distretto di Sheopur è un distretto del Madhya Pradesh, in India, di 559 715 abitanti. È situato nella divisione di Chambal e il suo capoluogo è Sheopur.